# بين سميث (صحفي)
بين سميث (بالإنجليزية: Ben Smith)‏ هو صحفي أمريكي، ولد في 1976 في نيويورك في الولايات المتحدة.